# Cakravartin

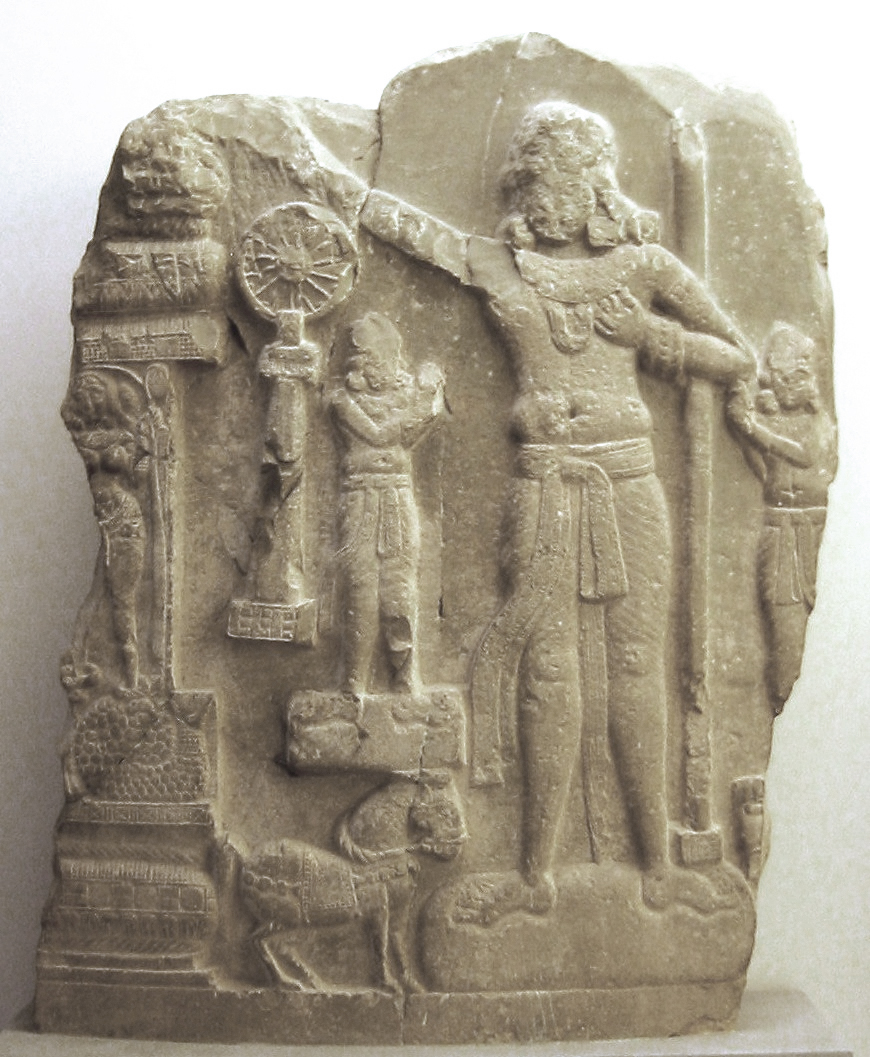
Bassorilievo del I secolo a.C. raffigurante un chakravatin, custodito al Museo Guimet di Parigi

Cakravartin, trascritto anche chakravartin (dal sanscrito चक्रवर्तिन् cakravartin; in lingua pali cakkavatti) è una parola sanscrita che deriva da chakra (ruota) e vartin (colui il quale gira), ed il cui significato è "colui che gira la ruota" del cosmo (la svastica o la dharmachakra).

## Induismo
Secondo l'antica concezione induista del sovrano assoluto, il termine viene interpretato come "sovrano che gira la ruota". In India si indicava con questo termine un sovrano universale, il cui dominio era incontrastato. Il termine appare in diversi testi antichi, come nel poema epico Mahābhārata e nelle Maitrāyaṇīa Upaniṣad, dove sono menzionati 15 chakravartin. Nella accezione induista, la ruota viene spesso interpretata come il simbolo del sole, dando al sovrano il potere supremo e una forza ineguagliabile.
Questa interpretazione fu quella con cui il sovrano Jayavarman II fondò nell'802 l'Impero Khmer, che continuò la diffusione dell'Induismo nel sudest asiatico iniziata durante il Regno del Funan. Il chakravartin khmer arrivò a farsi adorare come un devaraja, il Dio-re. Questa figura divina del sovrano fu assorbita anche dai monarchi del Regno di Ayutthaya, l'odierna Thailandia, nonostante la loro religione fosse il Buddismo Theravada. In deroga all'osservanza di tale fede, alla corte dei re di Ayutthaya era presente un gruppo di bramini reali per celebrare alcuni riti di natura induista.

## Buddismo e Giainismo
Il concetto di chakravartin è stato ripreso dal Giainismo e dal Buddismo, che hanno suddiviso il potere del sovrano secondo le seguenti tre categorie:
- Chakravala chakravartin, sovrano che regna su tutti i continenti come previsto nella cosmografia indiana (monarca universale)
- dvipa chakravartin, sovrano che regna su un solo continente
- pradesha chakravartin, sovrano locale, che regna su una parte del continente[5]

### Giainismo
Nella mitologia giainista, erano Chakravatin i 12 sovrani del mondo che, assieme ai 24 Tirthamkara e ai 27 Eroi, componevano la schiera dei venerati 67 grandi uomini, celebrati nei Purāṇa.

### Buddismo
L'accezione buddista del termine chakravartin assegna a vartin il significato di sovrano, e a chakra quello di dharmachakra (simbolo degli insegnamenti di Buddha), in questo caso chakravartin diventa il "sovrano che diffonde la legge", ed ha connotazioni più pacifiche di quelle più militariste tipiche della tradizione induista. L'epiteto è stato assegnato la prima volta al re maurya Ashoka, un sovrano buddista che conquistò gran parte della penisola indiana nel III sec. a.C.